# Argia

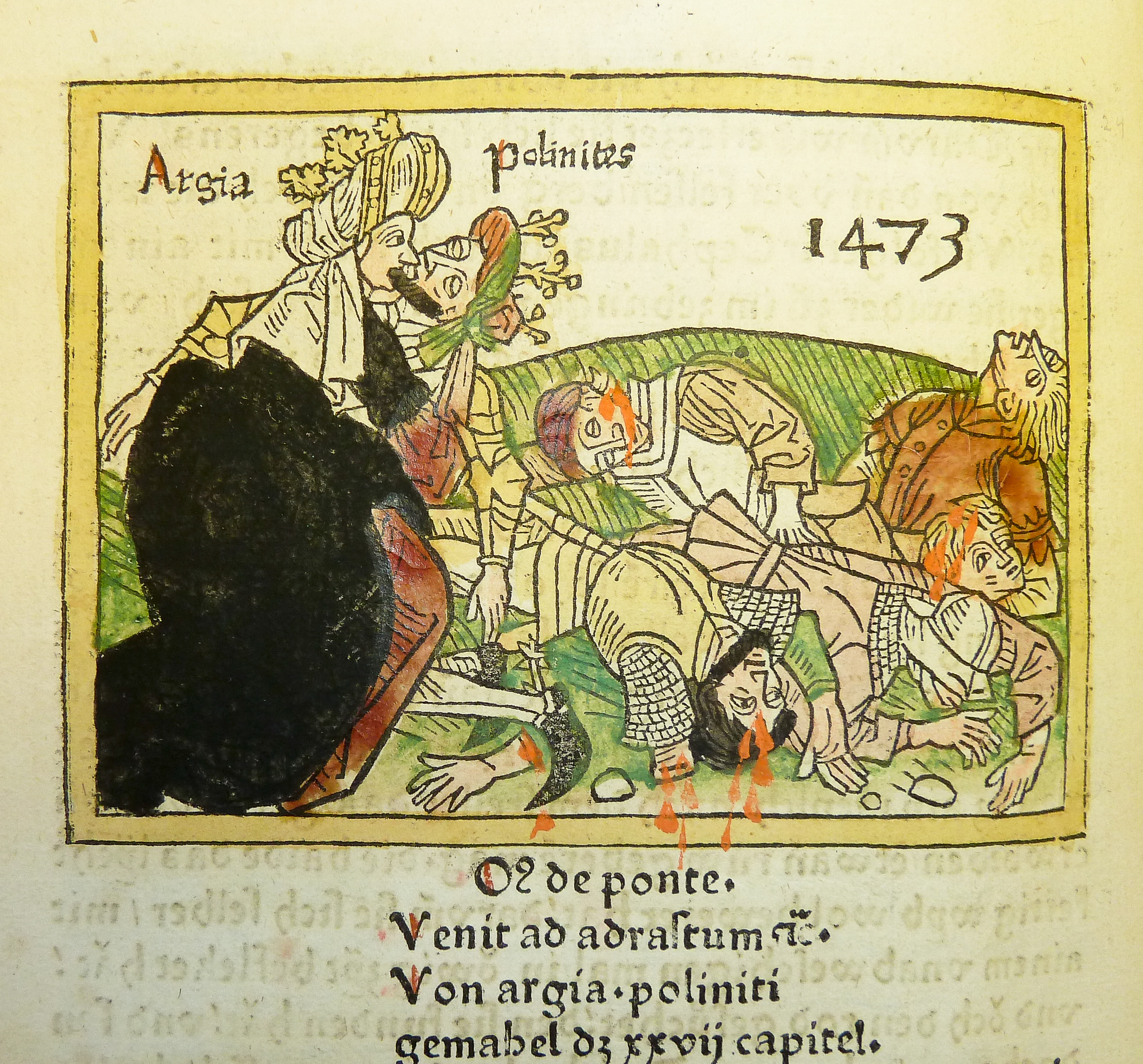
Argia i Polinices

Argia (en grec antic: Ἀργεία) va ser, segons la mitologia grega, una de les filles d'Adrast, rei de Sició i d'Argos i d'Amfítea. Es va casar amb Polinices, un fill d'Èdip i Iocasta, hoste del seu pare, quan el noi va marxar de Tebes i va arribar a Argos. Un oracle ho havia predit. Van tenir tres fills, Tersandre, Adrast i Tímias.
Quan el seu marit va morir en la guerra dels set Cabdills contra Tebes, va ajudar la seua cunyada Antígona, germana de Polinices, a enterrar-lo. Per això, el rei Creont la va fer detenir i executar. Els déus la van transformar en una font.

## Música
El compositor italià Pietro Raimondi (1786-1853) va escriure una òpera dedicada a aquest personatge.